# Roka
『roka』（ろか）は、1997年2月1日にエピックソニーから発売された遊佐未森の10枚目となるオリジナルアルバム。

## 概要
前作のオリジナルアルバム『アカシア』から1年後に発売された。プロデュースは外間隆史が担当し、コ・プロデュースとしてソニー・ミュージックエンタテインメント所属（当時）の福岡知彦が参加。アルバムタイトルおよび、シングルカット曲の曲名でもある「roka（ロカ）」は、「濾過」を意味する。
ジャケット写真は前作に引き続き植田正治が担当し、同じ鳥取砂丘で撮影された。ジャケットは一見モノクロに見えるが、虹の部分はカラーとなっている。また全体に銀色を重ねて印刷しており質感を表現している。
レコーディングはアイルランドのダブリンと東京で行われた。アルバム『水色』以来のナイトノイズ (Nightnoise) との共演となったが、楽曲制作面での関与はなく演奏のみの参加。また、アイルランド音楽の大御所ドーナル・ラニーもブズーキで参加している。アレンジは前作と同様、外間隆史と冨田恵一がペアを組んで担当している。
1997年1月22日に先行シングルとして『ハモニカ海岸』が発売された。カップリング曲は「クローバー」の英語バージョンを収録。同年6月21日に『ロカ』がシングルカットされ、スズキ・アルトのCMソングとして使用された。1996年6月21日発売のシングル『生活のプリン』は本アルバムには収録されなかったが、ベストアルバム『Do-Re-Mimo ～the singles collection～』に収録された。
次作『ECHO』からは東芝EMIに移籍し、本作がデビュー以来在籍したエピックソニーでの最後のオリジナルアルバムとなった。なおエピックソニーから発売された最後の作品はベストアルバム『still life』となる。
また、エピックソニーでデビュー当時から遊佐の才能を発掘し育て上げてきた音楽プロデューサーの福岡智彦が、同社在籍中にプロデュースした最後のアルバムともなった。
なお、「ロカ」のコーラス部分について遊佐未森は以下のようにコメントしている。

## 収録曲
1. ロカ（作詞・作曲：遊佐未森 / 編曲：外間隆史・冨田恵一）
2. 素肌（作詞・作曲：遊佐未森 / 編曲：外間隆史・冨田恵一）
3. クローバー（作詞：遊佐未森 / 作曲：外間隆史 / 編曲：外間隆史・冨田恵一）
4. ハモニカ海岸（作詞：遊佐未森 / 作曲：外間隆史 / 編曲：外間隆史・冨田恵一）
5. 潮見表（作詞・作曲：遊佐未森 / 編曲：外間隆史・冨田恵一）
6. やさしい歌（作詞・作曲：遊佐未森 / 編曲：外間隆史・冨田恵一）
7. あけび（作詞・作曲：遊佐未森 / 編曲：外間隆史・冨田恵一）
8. テーブル・エンド・エンジェル（作詞・作曲：遊佐未森 / 編曲：外間隆史・冨田恵一）
9. 午後のかたち（作詞：遊佐未森 / 作曲：外間隆史 / 編曲：外間隆史＋冨田恵一）
10. アネモネ（作詞・作曲：遊佐未森 / 編曲：遊佐未森・外間隆史・冨田恵一）
11. アカシア（作詞・作曲：遊佐未森 / 編曲：遊佐未森・外間隆史・冨田恵一）
シングル『ロカ』カップリング曲。

## 主な参加ミュージシャン
- ナイトノイズ

- - トリーナ・ニ・ゴーナル（英語: Tríona Ní Dhomhnaill）(P, Vo)
  - ミホール・オ・ドーナル（英語: Mícheál Ó Domhnaill）(G)
  - ブライアン・ダニング（英語: Brian Dunning）(Flute, Whistle)
- ドーナル・ラニー(Bouzouki, bodhrán)
- アン＝マリー・オファレル（英語: Anne-Marie O'Farrell）(Irish Harp)
- モレート・ニ・ゴーナル（英語: Maighread Ní Dhomhnaill）(Vo)
- シャロン・シャノン（英語: Sharon Shannon）(Button Accordion)
- モイア・ブレナック（英語: Máire_Breatnach）(Fiddle)
- マレード・ネスビット（英語: Máiréad_Nesbitt）(Fiddle)
- ローナン・ブラウン（英語: Ronan_Browne）(Uilleann pipe, flute)
- ノエル・ブリッジマン（英語: Noel_Bridgeman）(wind chime, rain maker, cymbals, congas, bongo)
- 鈴木達也(Ds)
- 渡辺等(B)
- 冨田恵一(Key, G, Programming)
- 南部亮二(Ds)